# Alternativ metal
Alternativt metal er en musikgenre, der blander den ofte rå metallyd med en anden genre, eksempelvis keltisk eller anden form for folkemusik. Det er meget virkningsfuldt, og kan til tider minde en smule om storslået, symfonisk orkestermusik.
Tit bliver det også beskrevet som en sammensmeltning af heavy metal og alternativ rock især indie rock fra 80'erne. Genren er meget eksperimental både med musik og lyrikker (lidt som i nu metal).
Alternativt metals popularitet voksede i starten af 1990'erne sammen med grunge. Det typiske brug af instrumenter er guitar, bas, trommer og vokal.

## Historie og Karakteristsik
Alternativ metal var i begyndelsen en stilart der var meget karakteriseret på mangel af ensrettethed. Heavy metal udgjorde kernen i musikken men mange af bandsene var for utraditionelle og deres indflydelseskilder for forskellige til at kunne passe ind i undergrundsmusikken. Derfor blev publikummet mest alternative typer der gerne ville høre tung guitar rock. Genren opstod i de sene 80'er hvor en række bands begyndte at eksperiemntere med metalmusikken. De første alternative metal bands blandede heavy metal med progressiv rock (Jane's Addiction), garage punk (Soundgarden, Corrosion Of Conformity), støj rock (Helmet, The Jesus Lizard), funk (Faith No More), rap (Biohazard) og industrial (Ministry). I starten af 90'erne var det bands som Pantera, Tool og Rage Against The Machine der overtog den nyskabte alternative metal scene. Disse bands var kendt for at være meget seriøse og på sin vis også indadvendte. Korn og Deftones kom til at følge op på dem og menes derved også at være skaberne af den populære undergenre nu metal. I slutningen af 90'erne og efter har det været bands som System of a Down og Slipknot der har bidraget stort til den alternative metal scene.

## Undergenre og afledende former

### Funk metal
Funk metal udviklede sig i midten af 80'erne da band som Red Hot Chilli Peppers og Fishbone begyndte at spille en blanding af funk musik og heavy metal dog med mest fokus på funk musikken. Det er dog omvendt i dag hvor nyere bands ligger mere vægt på metal end funk.
Eksempler på funk metal band: Rage Against The Machine, Faith No More, Fishbone, Red Hot Chili Peppers, Shootyz Groove.

### Industrial metal
Industrial metal er en genre der inddrager elementer fra industrial musik og heavy metal. Dvs. genren er meget centeret om metal guitar riff og lyd fra industrial synthesizer. Genren opstod sent i 80'erne og inddrager meget elektroniske instrumenter som trommemaskine, synthesizer, sequencer, keyboard og sampler samt de mere traditionelle instrumenter som elektrisk guitar og trommer.
Nævnværdige bands: Killing Joke, The Berzerker, Static X og Rammstein.

### Punk metal
Punk metal (også kendt som crossover thrash) var et ord brugt i 1980'erne til at beskrive de første lyde fra bands der blandede hardcore punk og thrash metal. Det menes udover at have haft indflydelse på nu metal har det også haft inspiration til senere lyde i metalcore genren.
Eksempler på bands i genren: GWAR, Ratos De Porao, Suicidal Tendencies, SSD, S.S.S., S.O.D. og Snot

### Nu metal
Nu metal var en genre der opstod i midten af 90'erne hvor nogen bands som KoRn og Rage Against The Machine sammensatte heavy metal med hiphop og techno lyde. Indflydelse fra andre genre ville være som grunge , alternativ metal, elektronic og andre metal genre mest thrash metal eller groove metal.
Frem for kun at have de klassiske instrumenter som guitar, trommer og bas begyndte man at bruge turntables (pladdespillere der bliver "scratchet" på. Et element fra hip hop), keyboard, og synthesizer som gav lyden et mere elektronisk præg end andre metalgenrer.
Bands der kan kan nævnes i genren er: KoRn, Slipknot, Linkin Park og Limp Bizkit